# Hundslev
Hundslev is een plaats in de Deense regio Zuid-Denemarken, gemeente Sønderborg, en telt 438 inwoners (2008). Het dorp ligt op het eiland Als.
De kerk van Hundslev staat aan de oostkant van het dorp in Notmark. Oorspronkelijk was dat het kerkdorp, maar al sinds 1800 zijn de twee samengesmolten, waarbij Hundslev de naam voor beide  dorpen werd.